# Impasto
Impasto je tehnika, ki se uporablja pri slikanju, kjer se barva na površino nanese v zelo debelih plasteh, običajno dovolj debelih, da so vidne poteze čopiča ali noža. Barvo lahko mešamo tudi neposredno na platnu. Ko je suh, impasto zagotavlja teksturo; zdi se, da barva prihaja iz platna.

## Izvor
Beseda impasto je italijanskega izvora; v katerem pomeni 'testo' ali 'zmes'; glagol impastare pomeni 'gnesti' ali 'lepiti'. Italijanska uporaba impasto vključuje tako slikanje kot tehniko v lončarstvu.

## Mediji
Oljna barva je zaradi svoje goste konsistence in počasnega sušenja tradicionalni medij za impasto barvanje. Tudi akrilno barvo lahko uporabimo za impasto z dodajanjem težkih akrilnih gelov. Impasto navadno ni opaziti v akvarelu ali temperi brez dodatka zgoščevalca zaradi lastne tankosti teh medijev. Umetnik, ki dela s pasteli, lahko ustvari omejen učinek impasto, tako da mehek pastel trdno pritisne na papir.

## Namen
Impasto tehnika ima več namenov. Prvič, svetloba se odraža na poseben način, kar daje umetniku dodaten nadzor nad igro svetlobe na sliki. Drugič, sliki lahko doda izraznost, pri čemer lahko gledalec opazi moč in hitrost, s katero je umetnik nanesel barvo. Tretjič, impasto lahko potisne delček slike s tridimenzionalnega kiparskega upodabljanja. Prvi cilj so prvotno iskali mojstri, kot so Rembrandt, Tizian in Vermeer, da bi predstavili gube na oblačilih ali draguljih: nato so ga postavili v bolj občutljiv slog slikanja. Veliko kasneje so francoski impresionisti ustvarili kose, ki so pokrivali celotna platna z bogatimi teksturami impasto. Vincent van Gogh ga je pogosto uporabljal za estetiko in izraz. Tudi abstraktni ekspresionisti, kot sta Hans Hofmann in Willem de Kooning, so ga veliko uporabljali, deloma motivirani z željo po ustvarjanju slik, ki dramatično beležijo delovanje samega slikarstva. Še pred kratkim je Frank Auerbach uporabil tako težek impasto, da so nekatere njegove slike postale skoraj tridimenzionalne.
Impasto daje teksturo sliki, kar pomeni, da lahko nasprotuje bolj ravnim, gladkim ali mešanim slogom slikanja.

## Umetniki
Številni umetniki so uporabljali tehniko impasto. Nekateri opaznejši, med njimi: Rembrandt van Rijn, Diego Velázquez, Vincent van Gogh, Jackson Pollock in Willem de Kooning.
Izbrani primeri slik, ki uporabljajo tehniko impasto
|  |  |  |  |